# Thalictrum tuberosum
Thalictrum tuberosum is een overblijvende plant uit de ranonkelfamilie (Ranunculaceae) die endemisch is in de Pyreneeën en de aangrenzende gebergtes.

## Naamgeving enetymologie
- Frans: Pigamon tubéreux
- Catalaans: Talictre tuberós, Ruda de prat

De botanische naam Thalictrum is afgeleid van het oudgriekse thaliktron, een naam gegeven door de oud-Griekse arts en botanicus Pedanius Dioscorides (ca. 40-90 n.Chr.) aan een plant met gedeelde bladeren. De soortaanduiding tuberosum is afgeleid van het Latijnse tuber (knol, gezwel) naar de wortelknollen.

## Kenmerken
T. tuberosum is een tot 40 cm hoge overblijvende, kruidachtige plant met een onvertakte, onbehaarde, gestreepte stengel en een basaal bladrozet van dubbel- tot drievoudig geveerde blaadjes met omgekeerd eironde, getande bladlobjes. De plant heeft wortelknollen.
De bloemen staan in een eindstandige, armbloemige pluim. Ze staan rechtop en zijn radiaal symmetrisch, met een voor een ruit opvallend grote, roomwitte kroonblaadjes en een tiental gele meeldraden. De vruchtjes zijn groot, met een kort snaveltje.
De plant bloeit van juni tot juli.

## Habitaten verspreiding
T. tuberosum groeit op droge, rotsachtige plaatsen tot 2000 m hoogte. Hij is endemisch voor de Pyreneeën en de voorgebergtes zowel aan de Franse als aan de Spaanse zijde.
... · T. alpinum (Alpenruit) · T. aquilegifolium (Akeleiruit) · T. flavum (Poelruit) · T. foetidum (Stinkende ruit) · T. macrocarpum · T. minus (Kleine ruit) · T. simplex (Onvertakte ruit) · T. tuberosum · ...